# Ọ̀
Ọ̀ (minuscule : ọ̀), appelé O accent grave point souscrit, est une lettre latine utilisée dans l’écriture de l’ezaa, du gokana, de l’igede, de l’izi, et du yoruba.
Il s’agit de la lettre O diacritée d’un accent grave et d’un point souscrit.

## Représentations informatiques
Le O accent grave point souscrit peut être représenté avec les caractères Unicode suivants : 
- précomposé (latin étendu additionnel, diacritiques)[1],[2] :

| formes    | représentations | chaînes de caractères | points de code | descriptions                                                      |
| --------- | --------------- | --------------------- | -------------- | ----------------------------------------------------------------- |
| capitale  | Ọ̀               | Ọ◌̀                    | U+1ECC U+0300  | lettre majuscule latine o point souscrit diacritique accent grave |
| minuscule | ọ̀               | ọ◌̀                    | U+1ECD U+0300  | lettre minuscule latine o point souscrit diacritique accent grave |

- décomposé et normalisé NFD (latin de base, diacritiques) :

| formes    | représentations | chaînes de caractères | points de code       | descriptions                                                                  |
| --------- | --------------- | --------------------- | -------------------- | ----------------------------------------------------------------------------- |
| capitale  | Ọ̀               | O◌̣◌̀                   | U+004F U+0323 U+0300 | lettre majuscule latine o diacritique point souscrit diacritique accent grave |
| minuscule | ọ̀               | o◌̣◌̀                   | U+006F U+0323 U+0300 | lettre minuscule latine o diacritique point souscrit diacritique accent grave |